# Guimri
 (janvier 2018).
Si vous disposez d'ouvrages ou d'articles de référence ou si vous connaissez des sites web de qualité traitant du thème abordé ici, merci de compléter l'article en donnant les références utiles à sa vérifiabilité et en les liant à la section « Notes et références ».
Guimri 2 est un village camerounais situé de la région de l'Extrême Nord Cameroun.

## Géographie
Il est bordé au nord par Ouro Bouna, à l’est par Dobona, au sud par Domaido et à l'ouest par Kaygue.